# Hastarium
Das Hastarium ist in der Erdgeschichte ein Zeitabschnitt des Karbon. Es ist die untere regionale Unterstufe (von manchen Autoren auch als Stufe benutzt) der regionalen und globalen Stufe des Tournaisiums in Belgien. In absoluten Zahlen ausgedrückt dauerte das Hastarium von etwa 358 bis etwa 351,5 Millionen Jahren. Dem Hastarium geht das Famennium voran, es wird vom Ivorium, der oberen regionalen Unterstufe des Tournaisium, gefolgt.

## Geschichte und Namensgebung
Die Unterstufe bzw. Stufe ist nach dem Ort Hastière an der Maas (Prov. Namur) benannt. Das Hastarium wurde ursprünglich von Raphael Conil, Eric Groessens und Henri Pirlet 1977 als Stufe vorgeschlagen, später jedoch meist im Rang einer Unterstufe benutzt. Nach der Stratigraphischen Tabelle von Deutschland 2002 ist es auch in Deutschland als Unterstufe des Tournaisium verfügbar.

## Definition und Korrelation
Die Basis des Hastarium wurde mit der Basis des Karbon und des Tournaisium harmonisiert, d. h. es setzt mit dem Erstauftreten der Conodonten-Art Siphonodella sulcata ein. Die Obergrenze (und damit die Untergrenze der regionalen Unterstufe Ivorium) wird durch das Erstauftreten der Conodonten-(Unter-)Art Polygnathus communis carina definiert.
Das ursprüngliche, von Conil et al. (1977) ausgewählte Typprofil „Sentier des Vignes“ liegt am linken Ufer der Maas, nordöstlich der Kirche von Hastière-Lavaux.
Das absolute Alter des Hastarium ist umstritten. Nach Menning et al. (2000) dauerte es von 354 bis 348 Millionen Jahre, nach der Stratigraphischen Tabelle von Deutschland 2002 (STD2002) reicht das Hastarium von etwa 358 bis etwa 351,5 Millionen Jahren. Mit einer Dauer von 10,2 Millionen (von 359,2 bis 349) ist es in der Geological Time Scale 2004 (GTS2004) am längsten.

## Untergliederung
Das Hastarium kann biostratigraphisch in die Foraminiferen-Zone MFZ1 bis MFZ4 untergliedert werden. In der Abfolge der rugosen Korallen nimmt es die Zonen RC1 und RC2 ein.